# Konstantin Puszkariow
Konstantin Władimirowicz Puszkariow, ros. Константин Владимирович Пушкарёв (ur. 12 lutego 1985 w Ust-Kamienogorsku, Kazachska SRR) – kazachski hokeista, reprezentant Kazachstanu.
Jego brat Dmitrij (ur. 1993) także został hokeistą.

## Kariera
- Torpedo Ust-Kamienogorsk (2002-2003)
- Awangard Omsk (2003-2004)
- Calgary Hitmen (2004-2005)
- Manchester Monarchs (2005-2007)
- Los Angeles Kings (2005-2007)
- Iowa Stars (2007-2008)
- CSKA Moskwa (2008)
- Mietałłurg Magnitogorsk (2008-2009)
- Wilkes-Barre/Scranton Penguins (2009-2010)
- Barys Astana (2010-2018)
  -  Spartak Moskwa (2012)
  -  Nomad Astana (2013/2014, 2017/2018)
- HK Kurbads (2018-2019)
- HK Ałmaty (2019/2020)

Wychowanek Torpedo Ust-Kamienogorsk. Po wielu latach występów w klubach rosyjskich, od 2010 zawodnik rodzimego, kazachskiego klubu Barys Astana. W czerwcu 2012 podpisał dwuletni kontrakt ze Spartakiem Moskwa, lecz w sierpniu tego roku umowa została rozwiązana, a zawodnik powrócił do Barysu. W połowie 2013 przedłużył kontrakt o rok. Pod koniec listopada 2013 przekazany do zespołu farmerskiego, Nomad Astana. W lipcu 2018 zawodnikiem macierzystego Torpedo. W grudniu 2018 został zawodnikiem HK Kurbads. W lipcu 2019 przeszedł do HK Ałmaty.
Reprezentant Kazachstanu. Uczestniczył w turniejach mistrzostw świata w 2011, 2012, 2013, 2014, 2015, 2016, 2017.

## Sukcesy
Reprezentacyjne
- Awans do MŚ Elity: 2011, 2013, 2015

Klubowe
- Złoty medal mistrzostw Kazachstanu: 2003 z Torpedo Ust-Kamienogorsk
- Złoty medal mistrzostw Rosji: 2004 z Awangardem Omsk
- Emile Francis Trophy: 2007 z Manchester Monarchs
- Brązowy medal Mistrzostw Rosji: 2009 z Mietałłurgiem Magnitogorsk
- Srebrny medal mistrzostw Kazachstanu: 2018 z Nomadem Astana
- Srebrny medal mistrzostw Łotwy: 2019 z HK Kurbads

Indywidualne
- Mistrzostwa świata juniorów do lat 18 w 2003:
  - Pierwsze miejsce w klasyfikacji strzelców turnieju: 9 goli[9]
  - Szóste miejsce w klasyfikacji kanadyjskiej turnieju: 10 punktów[10]